# سلول ادیسون–لالاند

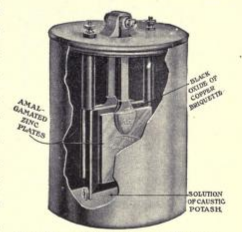
طرحی از یک سلول ادیسون-لالاند

سلول ادیسون-لالاند(به انگلیسی: Edison-Lalande cell) یک سلول گالوانی از نوع قلیایی و اولیه بود که نخستین بار توسط فیلیکس لالاند ابداع گردید و سپس توماس ادیسون با توسعه این طرح، آن را به طور تجاری عرضه کرد. در این پیل از صفحات روی و مس(II) اکسید در محلولی از پتاسیم هیدروکسید استفاده شده است. اگر چه این پیل ولتاژ اندکی (در حدود ۰٫۷۵ ولت) ایجاد می‌کند اما به دلیل مقاومت داخلی اندک، توانایی ایجاد جریان بالا و پایداری را دارد.